# Deborah Blum
Pour les articles homonymes, voir Blum.
Deborah Blum, née le 19 octobre 1954 à Urbana (Illinois), est une professeur, écrivain, journaliste et blogueuse américaine. Professeur de journalisme scientifique à l'Université du Wisconsin, elle travaille comme journaliste scientifique depuis le début des années 1990,.

## Biographie
Deborah Blum est l'aînée de quatre filles nées de l'entomologiste Murray S. Blum (en) et de Nancy Ann Blum, une éducatrice et écrivaine. Murray Blum est une autorité en écologie chimique et amène sa fille à s'intéresser aux choses de la science, alors que Nancy Blum développe chez elle son amour de la langue et de l'écriture.
Deborah Blum grandit à Bâton-Rouge, Bristol (Angleterre) et à Athens (Géorgie), où elle fait des études à l'Université de Géorgie tout en étant éditeur du journal étudiant The Red and Black (en). Une fois diplômée, Blum travaille comme journaliste de faits divers en Géorgie, Floride et Californie, avant de se spécialiser en journalisme scientifique. Elle travaille notamment sur les équipes du Macon Telegraph (en), du St. Petersburg Times et du Fresno Bee (en). Après avoir fait une maîtrise en journalisme environnemental à l'Université du Wisconsin–Madison, Deborah Blum retourne au Fresno Bee. Elle gagne plusieurs prix[Lesquels ?] et devient une force vive du journal[réf. nécessaire].
En 1984, Deborah Blum rejoint l'équipe du Sacramento Bee, où elle élargit ses horizons aux sciences en général, couvrant des sujets aussi divers que la santé, la supraconductivité et la physique des armes. En 1987, sa série California: The Weapons Master reçoit le Livingston Award (en). En 1992, l'American Association for the Advancement of Science récompense son travail. Elle gagne la même année le Pulitzer pour la série Monkey Wars qui concerne la recherche effectuée sur les primates et, particulièrement, les conflits moraux et éthiques qui y sont reliés, dont elle publiera un livre en 1994,.
Son deuxième livre, Sex on the Brain, se penche sur les différences biologiques entre les hommes et les femmes.
En 1997, elle devient professeur à la School of Journalism and Mass Communication à l'Université de Wisconsin–Madison, tout en poursuivant la publication d'articles dans des journaux tels The New York Times, The Washington Post, Los Angeles Times, Discover, Psychology Today, Rolling Stone, The Utne Reader (en), et Mother Jones.
Ancienne[Quand ?] présidente de la National Association of Science Writers (en), elle est membre du conseil d'administration de la World Federation of Science Writers.

## Œuvre
- (en) Deborah Blum, Love at Goon Park : Harry Harlow and the Science of Affection, Basic Books, 2002, 352 p. (ISBN 978-0-7382-0278-5)
- (en) Deborah Blum, The Poisoner's Handbook : Murder and the Birth of Forensic Medicine in Jazz Age New York, Tantor Audio, 2010
- (en) Deborah Blum, Sex on the Brain : The Biological Differences Between Men and Women by Deborah Blum, Penguin Books, 1998
- (en) Deborah Blum, Ghost Hunters : William James and the Search for Scientific Proof of Life After Death, Arrow, 2007
- (en) Deborah Blum, The Monkey Wars, Oxford University Press, 1995, 318 p. (ISBN 0-19-509412-3)
- (en) Deborah Blum, Love at Goon Park : Harry Harlow and the Science of Affection, Basic Books, 2011
- A Field Guide for Science Writers

## Prix et récompenses
- Prix Pulitzer dans la catégorie Beat Reporting (en) (1992)[3]
- Livingston Award (en) pour sa série California: The Weapons Master (1987)

## Vie privée
Deborah Blum habite le Madison (Wisconsin) avec son mari et ses deux fils.